# ناثانيل بي. إيرلي
ناثانيل بي. إيرلي هو سياسي أمريكي، ولد في 30 يوليو 1866 في مقاطعة ألبمارل في الولايات المتحدة، وتوفي في 15 أغسطس 1947 في مقاطعة غرين في الولايات المتحدة. نشط حزبياً في الحزب الديمقراطي. وقد انتخب عضو مجلس ولاية فرجينيا ‏.